# بيبراسيلين/تازوباكتام
بيبيراسيلين / تازوباكتام Piperacillin/tazobactam هو مزيج من المضادات الحيوية يحتوي على البيبيراسيلين والتازوباكتام المثبط لأنزيم البيتالاكتاماز.
متوفر تجارياً باسم تازوسين Tazocin (في الولايات المتحدة واستراليا ونيوزيليندا) و Zosyn (في الولايات المتحدة).
يمتلك هذا المزيج فعالية ضد العديد من ايجابيات الغرام وسلبيات الغرام واللاهوائيات، بما في ذلك الزائفة الزنجارية Pseudomonas aeruginosa.

## الاستخدام الطبي
يستخدم هذا العلاج في الالتهابات البكتيرية الخطيرة . أما استخدامه الرئيسي هو في طب العناية المركزة (الالتهاب الرئوي، والتهاب الصفاق peritonitis)، وفي بعض أنواع عدوى القدم السكرية وفي المعالجة التجريبية لقلة العدلات الحموية (بعد المعالجة الكيميائية مثلاً).
يعطى الدواء وريدياً كل 6 أو 8 ساعات، وعادة لأكثر من 30 دقيقة. ويمكن أن يعطى عن طريق التسريب المستمر.

## آلية العمل
- بيبرسيلين وتازوباكتام هي مضاد حيوي مكون من مادتين علاجيتين هما:
  - بيبرسيلين: من عائلة البنسلين، يعمل على تثبيط بناء الجدار الخلوي للبكتيريا عن طريق الارتباط ببروتينات معينة وبالتالي يتسبب في قتلها ومنع تكاثرها.
  - تازوباكتام: مثبط لانزيم بيتا لاكتاماز الذي تفرزه بعض أنواع الخلايا البكتيرية المقاومة للمضادات الحيوية، وبالتالي يجعلها أقل مقاومة للمضاد الحيوي «بيبرسيلين» و يقوي من مفعوله.

## التأثيرات الجانبية
- الغثيان والإقياء والإسهال (7% إلى 11%).[4] أظهرت إحدى الدراسات في علاج  المطثية العسيرة  - حدث إسهال مصاحب في 4.9٪ من المرضى عند تعاطي بيبيراسيلين / تازوباكتام.[5] أحد التأثير الجانبي الآخر هو تثبيط الصفائح الدموية (الصفيحات).[6]

وبشكل أقل شيوعاً التهاب الفم، وعسر الهضم، والإمساك، واليرقان، وانخفاض ضغط الدم، والصداع، والأرق.
- ونادراً يحدث آلام في البطن، التهاب الكبد، وذمة، تعب، فرط حمضات.
- وبشكل نادر جداً، نقص سكر الدم، ونقص بوتاسيوم الدم، متلازمة ستيفنز جونسون، وانحلال البشرة السمي.

## الاحتياطات
- الحمل والإرضاع:
  - الحمل: ينصح المصنعين باستخدامه فقط إذا كانت الاستفادة المتوقعة تفوق مخاطر الإعطاء.
  - الرضاعة: يوجد في حليب الثدي عند الإرضاع، ينصح المصنعين أيضاً باستخدامه فقط إذا كانت الاستفادة المتوقعة تفوق مخاطر الإعطاء.
- ينصح بايقاف العلاج في حال :
  - حدوث نزيف خاصة عند مرضى اختلال الكلى ,
  - حدوث حساسية في الجلد مثل متَلاَزمةُ ستيفنز-جونسون.
  - الاستخدام الطويل للعلاج قد يسبب حدوث خمج إضافي للبكتيريا أو الفطريات .
  - ينصح باجراء فحوصات الكبد والكلى و الدم في حال الاستخدام الطويل للعلاج .

## التداخلات الدوائية
الادوية التالية تزيد فرصة حدوث الأعراض الجانبية :مدررات البول (مثل فيروسيمد ), بروبنسيد، وارفارين ,هيبارين، ميثُوتْريكْسات ,فيكرونيوم، تويرامايسين .

## التخزين
يحفظ الدواء العلاجي في درجة حرارة الغرفة .